# St.-Abundus-Kirche (Lassahn)

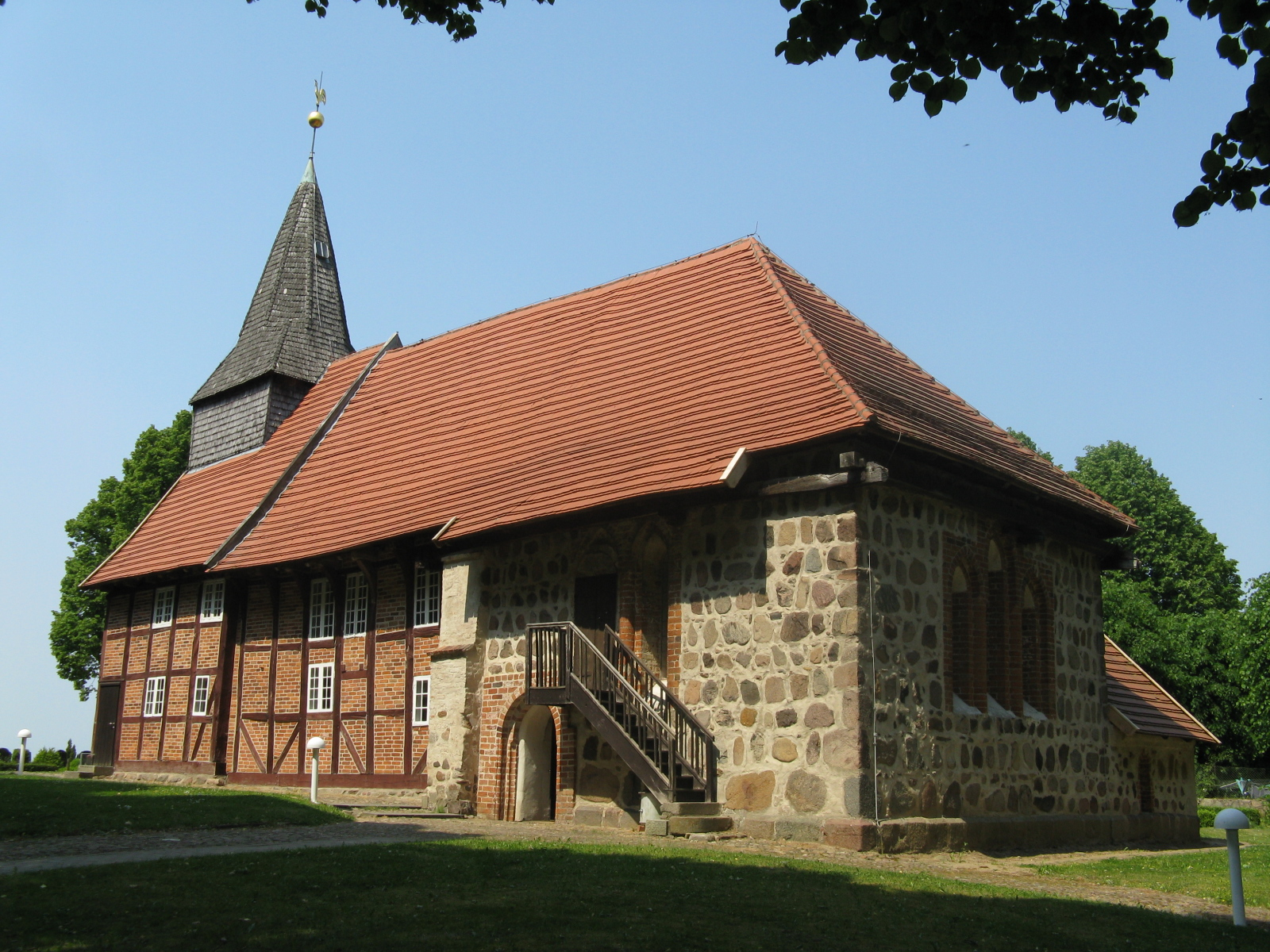
St.-Abundus-Kirche in Lassahn

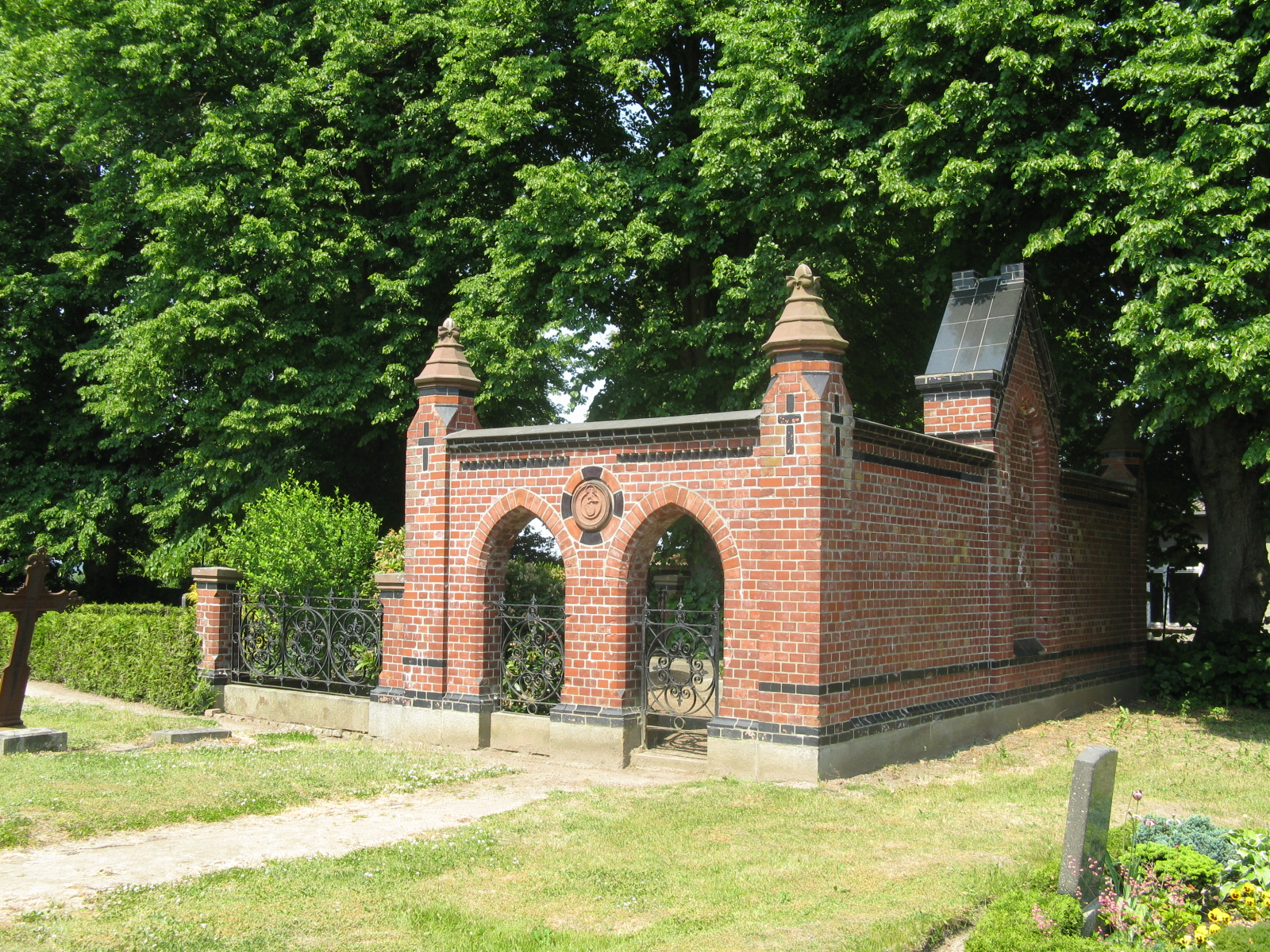
Begräbnisstätte der von Bernstorffs

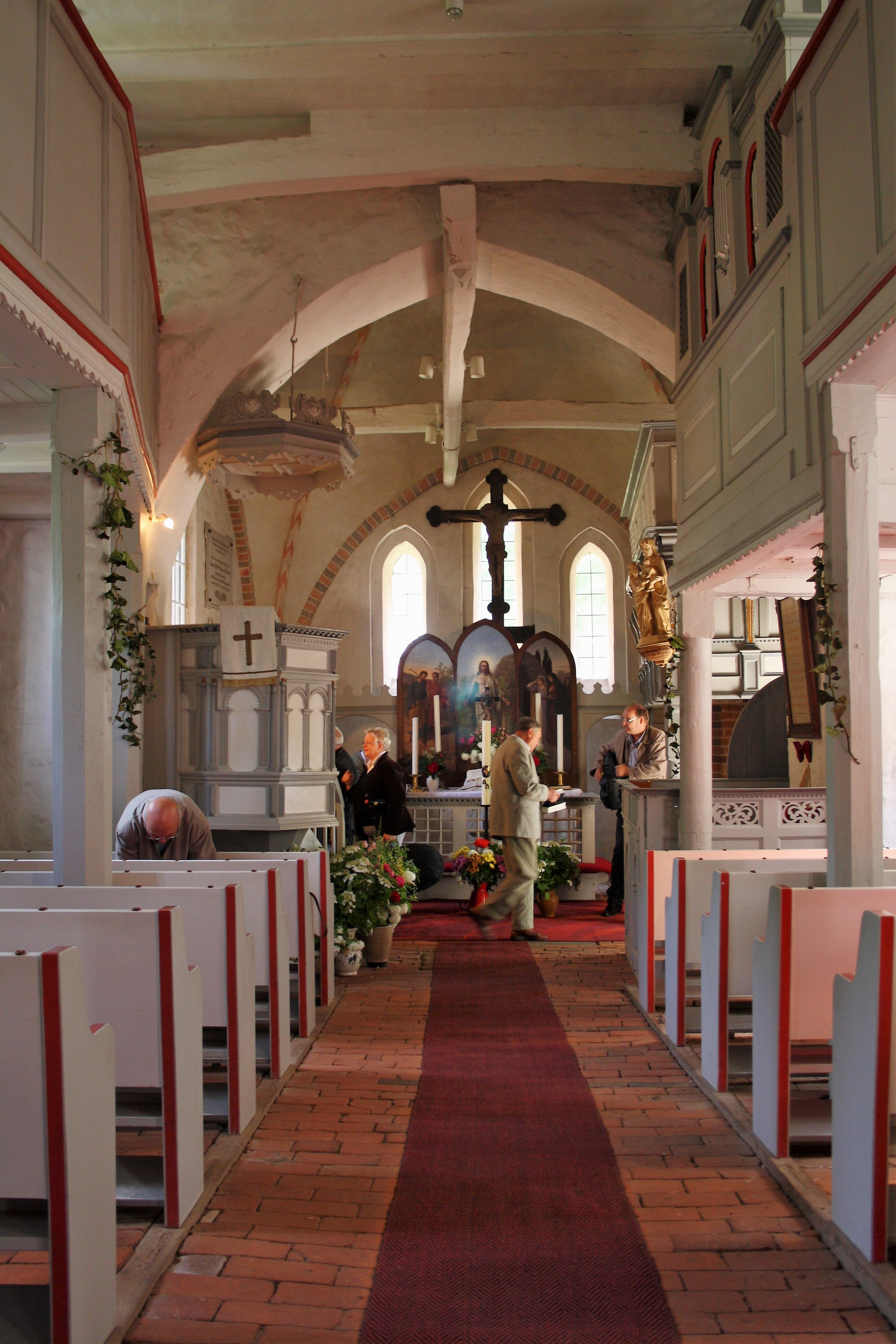
Kirchenschiff

Die St.-Abundus-Kirche in Lassahn ist die Pfarrkirche der zum Kirchenkreis Parchim gehörenden evangelisch-lutherischen Kirchengemeinde Lassahn. Das denkmalgeschützte Bauwerk befindet sich etwa 350 Meter östlich des Lassahner Sees, einem Teil des Schaalsees, im Zarrentiner Ortsteil Lassahn im Westen Mecklenburg-Vorpommerns.

## Geschichte
Die Ersterwähnung des Ortes Lassahn im Ratzeburger Zehntregister stammt von 1230. Der Baubeginn der dem Heiligen Abundus geweihten Kirche wird auf die Zeit zwischen 1190 und 1250 geschätzt. Ihr ältester erhaltener Teil, der quadratische Chor mit der Sakristei aus Feldsteinen, stammt von um 1240. Die Fenster mit den Spitzbogenleibungen, die Wandvorlage der Priesterpforte und die Einfassung der Dreifenstergruppe in der Ostwand sind in Backstein ausgeführt.
Das Kirchenschiff vom 17. Jahrhundert wurde als Fachwerk ausgeführt. Die nördliche Seite des Langhauses besteht dabei aus einer verputzten Ziegelmauer mit abgestuften Strebepfeilern.
Der zur Seeseite hölzern verkleidete Westteil in Fachwerk mit dem Turm entstand um 1740. Über dem quadratischen Turmaufsatz mit der Glockenstube  befindet sich ein achteckiger, spitzer Turmhelm.
Eine goldfarbene Kugel mit darüber befindlichem Hahn von 1980 bildet die Kirchturmspitze. Der Vorgänger wurde bei einer Siegesfeier britischer Soldaten 1945 von der Spitze geschossen.
Dorf und Kirche gehörten historisch zum Kreis Herzogtum Lauenburg, kamen aber mit dem Barber-Ljaschtschenko-Abkommen in die sowjetisch besetzte Zone. Die Kirchengemeinde gehörte rechtlich weiterhin zur Landessuperintendentur Lauenburg, wurde aber Anfang 1989 der Mecklenburgischen Landeskirche zugeordnet.
Auf dem Friedhof an der Kirche befindet sich eine Begräbnisstätte der Familie von Bernstorff.

### Innen

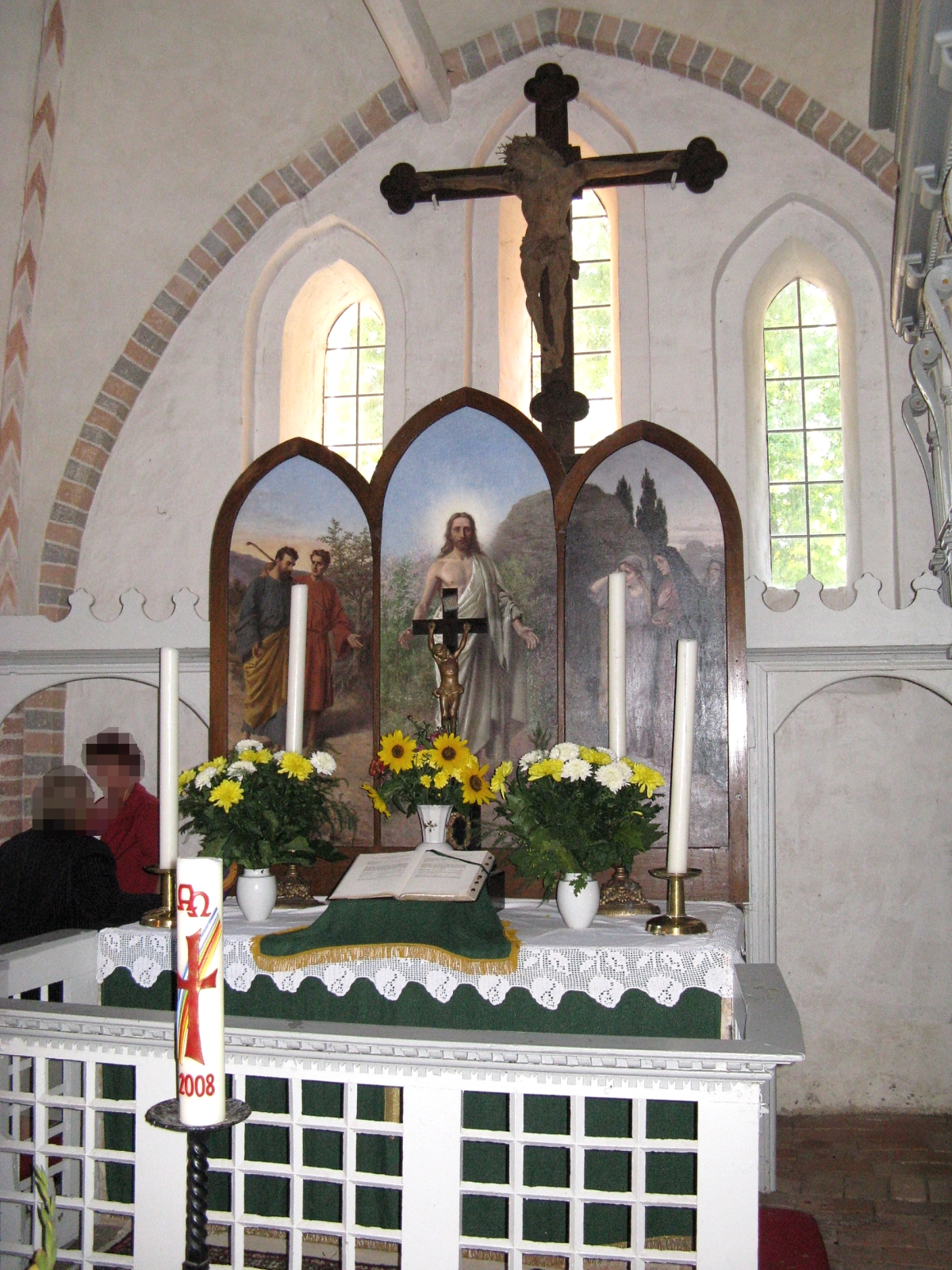
Altar

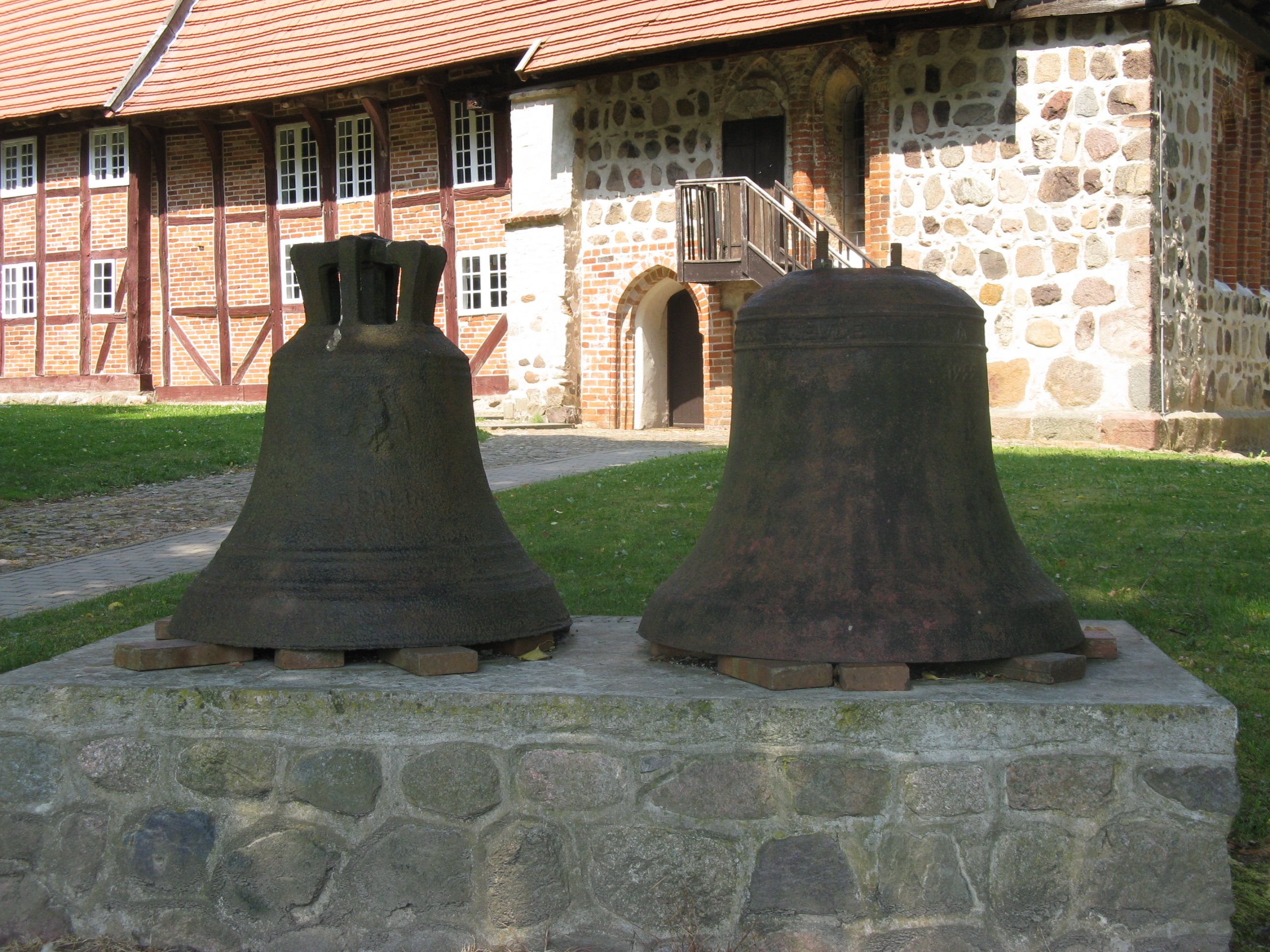
Zwei Glocken vor der Kirche

Den Chor überspannt ein bemaltes Kreuzrippengewölbe. Das Kirchenschiff hat eine flachgedeckte  Holzbalkendecke. Ein markanter Triumphbogen gliedert Chor und Langhaus. Beidseitig auf hölzernen Stützen die Emporen, darunter die Kirchenbänke und an der Empore seit die Schnitzfigur der Anna selbdritt aus dem 15. Jahrhundert.
Das  dreiteiliges Altarbild von 1898 stammt von Mathilde Block.
Die beiden Kruzifixe im Altarraum stammen aus dem 14. (kleineres Modell) und 15. Jahrhundert. Eine geschnitzte Figur Anna selbdritts aus dem Ende des 15. Jahrhunderts befindet sich an der Herrschaftsempore im Altarraum.
Die Kanzel zwischen Altarraum und Kirchenschiff besitzt Verzierungen im Stil der Spätrenaissance.
Im Innern hängen Gedenktafeln für Familienangehörige der von Bernstorffs, unter anderem ein von Eric M. Warburg gestiftetes Exemplar für den deutschen Diplomaten und Widerstandskämpfer Albrecht Graf von Bernstorff.
Spendengelder ermöglichten den Neuguss einer im November 1993 eingeweihten Glocke mit der Inschrift „Ehre sei Gott in der Höhe“. Zwei ausgediente Glocken sind auf dem Kirchhof ausgestellt.

### Orgel
Auf der Südempore steht die 1902 von der Firma Furtwängler und Hammer in Hannover gebaute Orgel. Sie verfügt über sieben Register auf einem Manual und Pedal.

### Kirchengemeinde
Die Kirchengemeinde gehörte nach dem Bau der als Kapelle bezeichneten Kirche um 1230 zum Kirchspiel Neuenkirchen und war bald darauf nur vorübergehend eine selbstständige Pfarrkirche, danach Filialkirche von Neuenkirchen. Nach 1782 wurde sie Selbstständig.
Die Ev.-Luth. Gemeinde Lassahn mit 155 Gemeindemitgliedern (um 2019) gehört heute zur Propstei Parchim im Kirchenkreis Mecklenburg der Evangelisch-Lutherischen Kirche in Norddeutschland. Zur Kirchengemeinde gehören die Orte Bernstorf, Hakendorf, Lassahn, Stintenburg, Stintenburginsel, Stintenburger Hütte und Techin (Nordkirche). Die Kirchengemeinden Döbbersen, Lassahn und Neuenkirchen sind in einem Pfarrsprengel verbunden.

Zur Kirche gehört der sie umgebende Friedhof mit der kleinen Trauerhalle sowie der Grablege der Grafen v. Bernstorff.
Die Kirche wurde nach dem Schutzheiligen Abundus (auch Habundus) benannt, der um 854 in Córdoba gegen den Islam gekämpft hatte und enthauptet wurde (Märtyrern von Córdoba); auch St. Abundus in Groden (Cuxhaven) hat dasselbe Patrozinium.